# Die Marchesa d’Armiani
Die Marchesa d’Armiani ist ein deutsches Stummfilmdrama aus dem Jahre 1920 mit Pola Negri in der Titelrolle.

## Handlung
Der Polizeichef der Stadt, Dr. Joachim von Raff, hat eine Razzia in einer Spielhölle angeordnet. Dabei wird auch die Mutter der jungen Assunta verhaftet. Jene fleht den mächtigen Staatsdiener an, Gnade vor Recht gehen zu lassen und die ältere Dame wieder freizulassen. Doch Raff weist Assunta kühl ab. Jahre später ist aus Assunta eine verehelichte Marquesa d’Armiani geworden, die Gattin eines Spions. Noch immer von Rachegelüsten getrieben, will Assunta von Raff am Boden liegen sehen und bandelt daher mit dessen Sohn Lothar an.
Tatsächlich gelingt es ihr, den jungen Mann in sich verliebt zu machen. Als Lothar erkennen muss, dass er nur Mittel zum Zweck ist und die Marquesa mit ihm ein grausames Spiel spielt, bringt er sich mit einem Revolver um. Der Zufall will es, dass von Raff, der von der Verbindung Lothars mit Assunta bislang nichts wusste, eine Hausdurchsuchung bei ihr angeordnet hat. Daraufhin sehen sich die beiden Kontrahenten von einst wieder, und man nähert sich gefühlsmäßig an. Bald aber muss der Polizeichef erfahren, dass die Marquesa zentrale Schuld am Freitod seines Sohnes trägt. Daraufhin eilt von Raff zu Assunta und erwürgt sie mit seinen eigenen Händen.

## Produktionsnotizen
Die Marchesa d’Armiani entstand im Winter 1919/20 und wurde am 13. Februar 1920 im U.T. Kurfürstendamm erstmals gezeigt. Die Länge des Vierakters betrug 1223 Meter.
Die Filmbauten entwarf Kurt Richter.

## Kritik
Paimann’s Filmlisten resümierte: „Stoff hochdramatisch, Szenerie sehr gut. Photos und Spiel ausgezeichnet (ein Schlager).“